# 伯力会议议定书
伯力会议议定书是中国军阀张学良和苏联政府于1929年12月22日签订于苏联伯力的一款议定书。该议定书的签订标志着中东路事件告一段落，但议定书本身从未能得到中华民国国民政府的正式承认。

## 背景
1929年7月10日，张学良在国民政府的支持下强行以武力接管中东铁路，并逮捕和驱逐大批苏联侨民，挑起中东路事件。双方于7月20日开始爆发冲突。苏联方面随即组建特别远东军，任命瓦西里·布留赫尔为司令，入侵中国东北，先后占领满洲里、扎兰诺尔、海拉尔、同江等地，进逼齐齐哈尔、哈尔滨。
在此情况之下，张学良被迫接受苏联方面提出的要求，在双城子进行谈判，12月3日，双方签订停战书，苏联收复中东铁路的相应权利，中东铁路理事长吕荣寰撤职。12月6日，东北政委会承认《停战议定书》，并派蔡运升为正式会议代表，前往哈伯力与苏方正式谈判。12月16日，蔡运升与苏方代表斯曼诺夫斯基（Арсений Арсеньевич Симановский）、鲍里斯·尼古拉耶维奇·梅立尼科夫在伯力外交公署开始中苏预备会议谈判。

## 签约
12月16日，双方谈判开始，12月22日达成一致，蔡运升和苏联代表西曼诺夫斯基签字认可，内容为：
1. 中东铁路恢复冲突前之原状，7月10日以后理事会及路局的任免命令概为无效。
2. 所有被捕的苏联侨民和中方官兵一律立即释放；
3. 7月10日以后中东铁路理事会及路局所发命令如不得追认，一概无效，被解雇的苏方职员立即复职；
4. 中方解除在东北避难的白俄军事人员武装，并驱逐其首领；
5. 恢复双方的领馆和商务机构。

双方并议定，就如何履行协定的问题，1930年1月25日在莫斯科举行中苏双方会议，双方立即停止军事行动。此后苏联开始撤兵，但是保留了对黑瞎子岛等边界岛屿的占领。

## 后续
议定书簽订之后，未能得到国民政府的认可。国民政府仅称其为伯力会议记录，并发表宣言表示：“（该约）显系超越国民政府训令之范围而为中国代表无权讨论者”。后在张学良的一再请求之下，方于1930年5月9日派莫德惠前往莫斯科谈判正式条约。
双方谈判迁延日久，无法达成一致。1931年九一八事变爆发，此后双方会谈重点移往恢复邦交方面，中东铁路问题不了了之。